# Locas perdidas
Locas perdidas es un cortometraje del director chileno Ignacio Juricic. La película se estrenó en 2015 en el Festival de Cine de Cannes, donde fue uno de los 18 cortometrajes seleccionados de una lista de 1,600 para la Cinéfondation y ganó el segundo premio.
La película se basa en una redada policial televisada ocurrida en 1996, donde la Brigada de Delitos Sexuales de Investigaciones de Chile detuvo a más de 40 homosexuales y fichó a 20 de ellos en la discoteca Quásar de Santiago.

## Sinopsis
En 1996, Rodrigo (Andrew Bargsted), de 18 años, es arrestado por la policía chilena en una redada televisada en el club donde trabaja como drag queen. Regresa a casa temiendo que su familia lo vea en las noticias. Mientras toda la familia se prepara para una boda, él planea huir con Mauricio, un peluquero de 48 años, amigo de la familia y novio de Rodrigo.

## Premios
En el Festival de Cannes de 2015, la cinta fue reconocida con el segundo lugar dentro de la categoría mejor cortometraje de Sélection de Cinéfondation.